# Johannes Winckelmann (Jurist)
Johannes Friedrich Winckelmann (* 29. März 1900 in Hamburg; † 21. November 1985 in Bad Dürrheim) war ein deutscher Jurist. Bekannt wurde er durch seine Herausgeberschaft von Werken Max Webers.

## Leben und Wirken
Von 1927 bis 1938 war Winckelmann an verschiedenen Gerichten der Freien und Hansestadt Hamburg tätig. Von 1938 bis 1945 arbeitete er in verschiedenen Positionen im Reichsministerium für Wirtschaft und von 1946 bis 1951 in der Hessischen Landeszentralbank. Nach seiner Pensionierung war er seit 1954 als Honorarprofessor am Institut für Soziologie der Ludwig-Maximilians-Universität München tätig. Er leitete das dortige Max-Weber-Archiv und später das Max-Weber-Institut.

## Herausgeber von Werken Max Webers
Nach eigenen Angaben hatte Winckelmann bereits in seinem ersten Jahr an der Universität Marburg die beiden Broschüren Wissenschaft als Beruf und Politik als Beruf von Max Weber gelesen und wollte daraufhin bei ihm studieren. Dieser Wunsch blieb jedoch unerfüllt, denn als Winckelmann im Wintersemester 1920/21 in München eintraf, war Weber bereits verstorben. Seit 1925 stand Winckelmann mit Webers Witwe Marianne Weber in brieflicher Verbindung und unterbreitete ihr Vorschläge für die redaktionelle Bearbeitung Weberscher Texte.
Im November 1945 schrieb Winckelmann über sich selbst: „Ich betrachte mich als Schüler des weit über Deutschland hinaus bekannten demokratischen Hochschullehrers Professor Dr. Max Weber, dessen wissenschaftliche und politische Lehren ich mir weitgehend zu Eigen machte, da sie meinen eigenen Intentionen und Erfahrungen entsprachen und von weltweiten Gesichtspunkten getragen waren.“ (Winckelmann, 1945, S. 1 f.). An Person und Biographie Webers war er nicht interessiert.
1949 publizierte Winckelmann einen ersten Aufsatz zu Weber. Im April 1951, also noch zu Lebzeiten Marianne Webers, gab er die zweite Auflage der Gesammelten Aufsätze zur Wissenschaftslehre heraus. Es folgten u. a. Editionen der Vorlesung zur Wirtschaftsgeschichte, von Wirtschaft und Gesellschaft (vierte Auflage 1956; fünfte, revidierte Ausgabe 1976: „Studienausgabe“), der Gesammelten politischen Schriften und der Protestantischen Ethik (Siebenstern-Taschenbuch. Zwei Bände, Gütersloh 1965 / 1968). Mit diesen Ausgaben stand in den 1960er Jahren der wesentliche Teil von Webers Werk zur Verfügung; viele Studenten und Wissenschaftlern ist Weber seither durch diese Editionen zugänglich gemacht worden.
Auch in wissenschaftsorganisatorischer Hinsicht war Winckelmann maßgeblich wirksam. Er gründete die Max-Weber-Gesellschaft in München, das Max-Weber-Archiv (1960–1966) am Soziologischen Institut der Ludwig-Maximilians-Universität München und das aus dem „Archiv“ hervorgegangene Max-Weber-Institut (1966–1976). Diese Einrichtung bildete die Grundlage der Max-Weber-Arbeitsstelle an der Bayerischen Akademie der Wissenschaften (seit 1978), die bis zur Fertigstellung im Jahr 2020 die Arbeiten an der Max Weber-Gesamtausgabe koordinierte. Während das Max-Weber-Archiv darauf beschränkt war, Materialien zugänglich zu machen, hatte das Institut die zusätzliche Aufgabe, eine wissenschaftliche Begegnungsstätte für die anhebende internationale Max-Weber-Forschung zu sein.
Die letzten Lebensjahre widmete Winckelmann – durch zunehmende Sehstörungen beeinträchtigt – dem Buch Max Webers hinterlassenes Hauptwerk. Die Wirtschaft und gesellschaftlichen Ordnungen und Mächte, das 1986 posthum erschien, mit einem Vorwort von M. Rainer Lepsius versehen. In ihm rechtfertigte er das von ihm vertretene, in der Neufassung im Rahmen der Gesamtausgabe aber aufgegebene Editionskonzept von Wirtschaft und Gesellschaft. Weil die von ihm herausgegebenen Textversionen jahrzehntelang die Grundlage für das Studium zentraler Werke Max Webers bildeten, wurde Winckelmann dennoch an der Max-Weber-Gesamtausgabe als „Wissenschaftlicher Berater“ und Mitglied des Herausgebergremiums nominell mit beteiligt.

## Werke
- Legitimität und Legalität in Max Webers Herrschaftssoziologie. Mit einem Anhang: Max Weber: Die drei reinen Typen der legitimen Herrschaft, Mohr, Tübingen 1952.
- Gesellschaft und Staat in der verstehenden Soziologie Max Webers. Duncker & Humblot, Berlin 1957.
- Die doppelseitige, gegenläufige Betrachtungsweise bei empirisch-vergleichenden soziologischen Kulturanalysen, in: Kölner Zeitschrift für Soziologie und Sozialpsychologie, 34 (1982) 3, S. 435–443.
- Max Webers hinterlassenes Hauptwerk: Die Wirtschaft und die gesellschaftlichen Ordnungen und Mächte. Entstehung und gedanklicher Aufbau. Mohr (Siebeck), Tübingen 1986.